# Rules of Engagement (jeu vidéo)
Rules of Engagement est un jeu vidéo de stratégie et de combat spatial conçu par Thomas Carbone et Maurice Molyneaux et publié par Omnitrend Software en 1991 sur Amiga et IBM PC. Le jeu se déroule dans un univers de science-fiction qui reprend en partie la trame de Universe (1983), des mêmes développeurs. Le joueur incarne le commandant d’une flotte de vaisseaux spatiaux. À ce titre, il occupe le vaisseau amiral et peut créer, contrôler et communiquer avec ses sous-officiers pilotant les différents vaisseaux de sa flotte,,.
Le jeu bénéficie d'une suite, Rules of Engagement 2, également développée par Omnitrend Software et publiée par Impressions Games en 1993.

## Accueil
| Rules of Engagement |      |       |
| Média               | Pays | Notes |
| Amiga Action        | GB   | 73 %  |
| CU Amiga            | GB   | 87 %  |
| Joystick            | FR   | 70 %  |
| The One Amiga       | GB   | 75 %  |